# 中小企業の事業活動の機会の確保のための大企業者の事業活動の調整に関する法律
中小企業の事業活動の機会の確保のための大企業者の事業活動の調整に関する法律（ちゅうしょうきぎょうのじぎょうかつどうのきかいのかくほのためのだいきぎょうしゃのじぎょうかつどうのちょうせいにかんするほうりつ、昭和52年6月25日法律第74号）は、中小企業支援に関する日本の法律である。略称は分野調整法（ぶんやちょうせいほう）。
主務官庁は経済産業省。

## 概要
大企業の事業参入が既存の相当数の中小企業者の経営の安定に著しい悪影響を及ぼす事態が生ずるおそれがあると認めるとき、中小企業団体は大臣に対し勧告をするよう申し出ることができる。（第六条）
大臣は、中小企業政策審議会の意見を聴いて、当該大企業者に対し、当該事業の開始若しくは拡大の時期を繰り下げ、又は当該事業の規模を縮小すべきことを勧告することができる。（第七条）
なお、本法律は特定の分野や製品を指定し、大企業による参入を規制する法律ではなく、制定後に勧告や命令といった強制力のある措置に至ったケースはない。

## 関連する製品
前述の通り、本法律は国が製品を指定して規制するものではないが、勧告など制度の存在を背景に業界団体が分業を宣言している製品がある。
- ラムネ (清涼飲料)
- シャンパン風密栓炭酸飲料（シャンメリー等）
- ポリエチレン詰清涼飲料（チューペット等）
- びん詰コーヒー飲料（パレード等）
- びん詰クリームソーダ（スマック等）
- 焼酎割り用飲料（ハイサワー、ホッピー等）

これらは、全国清涼飲料協同組合連合会および全国清涼飲料工業組合連合会が「中小企業分野宣言の製品」として、1977年（昭和52年）に5品種（「ラムネ」、「シャンパン風密栓炭酸飲料（シャンメリー）」、「びん詰コーヒー飲料」、「びん詰クリームソーダ」、「ポリエチレン詰清涼飲料」）、1982年（昭和57年）に「焼酎割り用飲料」をそれぞれ宣言したものである。
なお、豆腐については全国豆腐連合会として品目を定めることは行っていないが、業界全体として大企業の参入に反発した歴史もあり、事実上の対象品目として知られている。